# Godel
Die Godel ist ein Bach auf der Insel Föhr, der auf den Gemeindegebieten von Witsum und (zu einem kleinen Teil) Utersum in der Godelniederung aus dem Zusammenfluss einiger Süßwasserpriele entsteht. Nach einem Kilometer mündet sie südöstlich von Witsum in die Nordsee.
Die Godel ist der einzige deutsche Marschenbach, der ungedeicht in die Nordsee mündet; die Godelniederung ist nur durch einen kleinen Geestwall von der Nordsee getrennt. Da dieser Wall um bis zu sechs Meter Land pro Jahr vom Wasser abgetragen wird, besteht die Gefahr eines Durchbruchs und einer Art Ringströmung, die in kürzester Zeit die Lagune ausräumen könnte.

## Flora und Fauna
Bei Ebbe fließt der Bach in Richtung des Meeres. Bei starkem Hochwasser und insbesondere bei Sturmflut dringt das Meerwasser in den Bach ein und ändert so seine Fließrichtung. Durch diese Vermischung von Süß- und Salzwasser zu Brackwasser ist ein in Schleswig-Holstein einzigartiges Biotop entstanden, eine Lagunensalzwiese. In Deutschland vom Aussterben bedrohte Seevögel wie Bekassine und Zwergseeschwalbe brüten hier, während sich Alpenstrandläufer und die ziemlich scheue Pfuhlschnepfe auf ihren langen Reisen hier ausruhen.

## Galerie

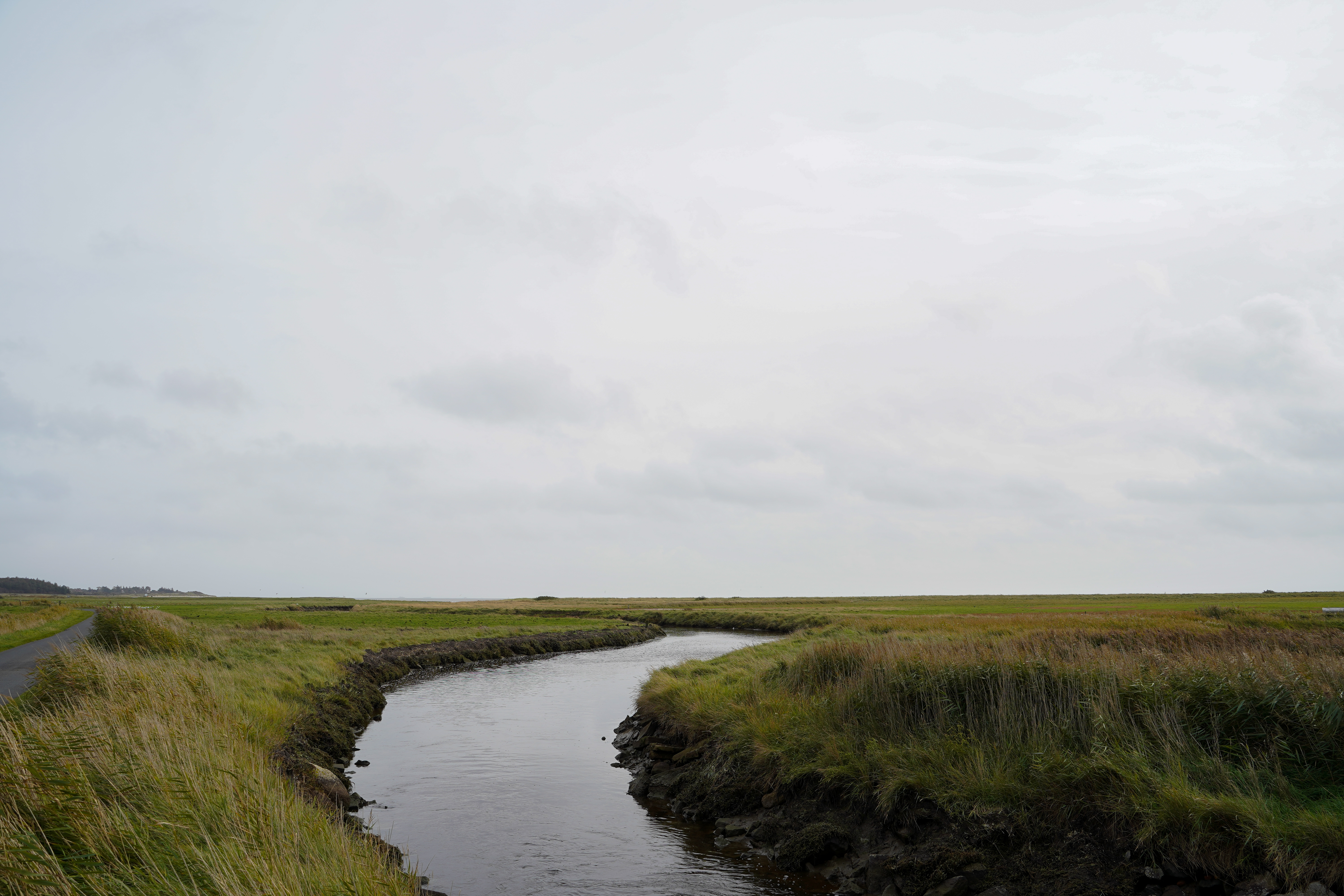
Godel bei Witsum mit Blickrichtung Südost
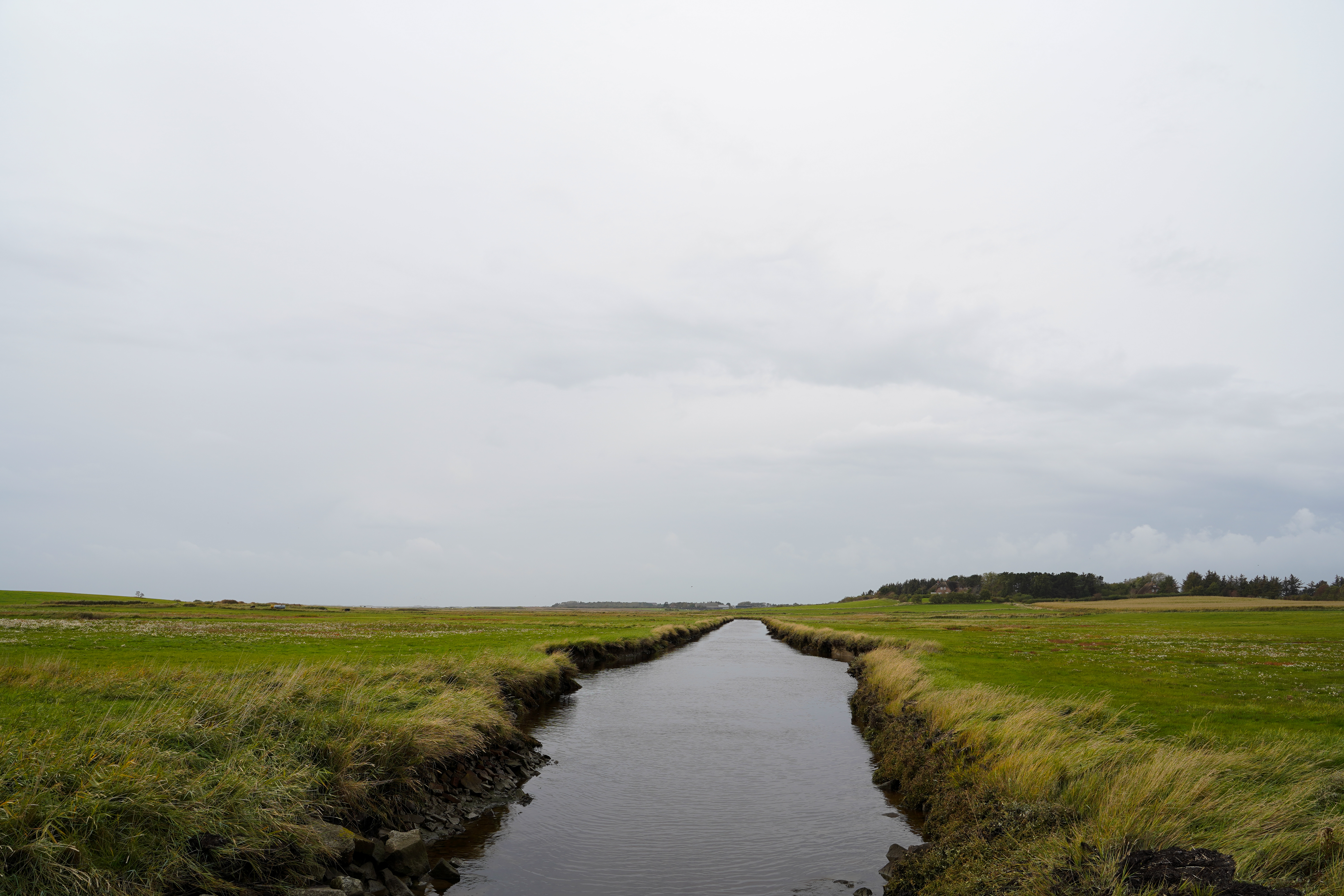
Godel bei Witsum mit Blickrichtung Nordwest